# 이봉선 (작가)
이봉선(李鳳仙, 1894년 ∼ 1992년)은 기생 출신의 한시 작가이다. 구소(九簫) 이봉선은 경남 언양 지방에서 한시, 서예, 거문고 솜씨뿐만 아니라 빼어난 미모로 이름을 떨쳤다.

## 생애
이봉선의 부모는 무남독녀였던 딸을 학식과 재능이 있는 기생으로 기르기 위해 어려서부터 교육했다. 그리하여 종조부에게 천자문을 배웠고, 10세 무렵에는 언양 지방의 한학자이자 소설가 오영수의 조부인 오병선이 열었던 서당에서 경서와 사서 등을 배웠다. 17세 즈음에는 한시 작법을 배웠다. 그리하여 이봉선은 기방에서 자랐지만 담박한 은자의 풍모가 있었다.
이봉선은 근대 전환기에 한시 작가로서의 정체성을 형성하며 활발한 창작 활동을 한 여성 작가였다. 이봉선은 1911년에 결성된 전국적인 규모이자 당시 최대의 시사인 신해음사의 회원으로 활동하며 시인으로서의 자신의 재능을 알렸다. 이봉선의 신해음사 시사 참여와 창작 활동은 그의 첫 남편인 오무근(吳武根)과 함께 고향인 언양에서 시작되었다.
이봉선은 오무근과 함께 신해음사에 시를 발표하다가 1914년 전후에 오무근과 헤어졌고 이후 신해음사 활동도 주춤했다. 다만 신해음사의 시사집 편집과 발행에 처음부터 간여해 신해음사의 실상을 가장 잘 아는 인물인 안왕거가 이봉선의 활동 기간을 1916년으로 언급한 것을 보면, 이봉선은 오무근과 헤어지고 난 뒤에도 신해음사의 시사에 참여했던 것으로 보인다.
이봉선은 오무근과 헤어진 뒤, 김홍조(金弘祚, 1868∼1922)의 소실이 되었다. 김홍조는 울산 지방의 거부로 언론인이자 독립운동가였다. 장지연이 ≪경남일보≫에 황현(黃玹)의 ＜절명시(絶命始)＞를 발표할 때에 김홍조가 사장이었고, 이 사건 이후 ≪경남일보≫는 정간당했다. 김홍조는 1919년 만세 운동 이후 본격적으로 독립운동에 참여했는데, 이봉선은 김홍조의 곁에서 그를 지지했다. 한편 이봉선과 김홍조의 사랑 이야기는 지금까지도 언양에서 유명한 일화로 남아 있다. 하지만 이봉선은 김홍조 집안에서 기첩(妓妾)으로 인식되었던 듯하다. 그리하여 김홍조 사후 3년상도 마치지 못한 채 이봉선은 그의 집을 떠나야 했다.
김홍조 사후 이봉선은 다시 동계(桐溪) 정온(鄭蘊)의 후손이자 종손인 모와(某窩) 정태균(鄭泰均)의 소실이 되었다. 정태균의 소실이 된 이후 이봉선은 비로소 가첩(家妾)의 지위를 인정받았다. 시인 이봉선의 모습은 정태균의 소실이 된 이후에도 계속되었다. 그러나 그 창작 기간이 길었던 것 같지는 않다. 김홍조 사후의 이봉선의 한시는 시집, 신해음사 시사집, 기타 지면에서도 더 이상 찾아보기 어렵다.